# 荃灣行人天橋網絡
荃灣行人天橋網絡位於香港新界荃灣，是香港最長的有蓋無縫連接行人天橋網絡系統。荃灣在1961年獲刊憲作為衛星城市發展後，於荃灣建造行人天橋的提議最早見於1962年10月29日《華僑日報》討論在衛星城市建造行人天橋的必要性的特稿，而荃灣首條行人天橋則於1979年落成。荃灣行人天橋網絡在發展初期分為以地下鐵路荃灣站為中心的北段網絡與以荃灣碼頭（後為九廣鐵路荃灣西站）為中心的南段網絡，直至2013年作為荃灣行人天橋網絡擴充工程的一部分、沿大河道興建的行人天橋A落成並連結南北兩段網絡為止。
荃灣行人天橋網絡由多組政府及發展商建造的行人天橋與商場、住宅及公共建築架空通道組成，以荃灣站及荃灣西站為中心，東起悅來坊，西抵愉景新城，南至樂悠居，直接連接逾20個商場與荃灣市中心各處，使荃灣居民無需經過地面即可到達目的地，並可接駁大部分公共交通服務。荃灣也因其行人天橋網絡的發達而得到「天空之城」、「堅離地城」、「無街之城」等外號。荃灣行人天橋網絡人流量龐大，並因此引來販夫走卒等聚集。荃灣不少行人天橋由發展商建造及管理，各行人天橋亦由此分屬不同的管理者。

## 歷史

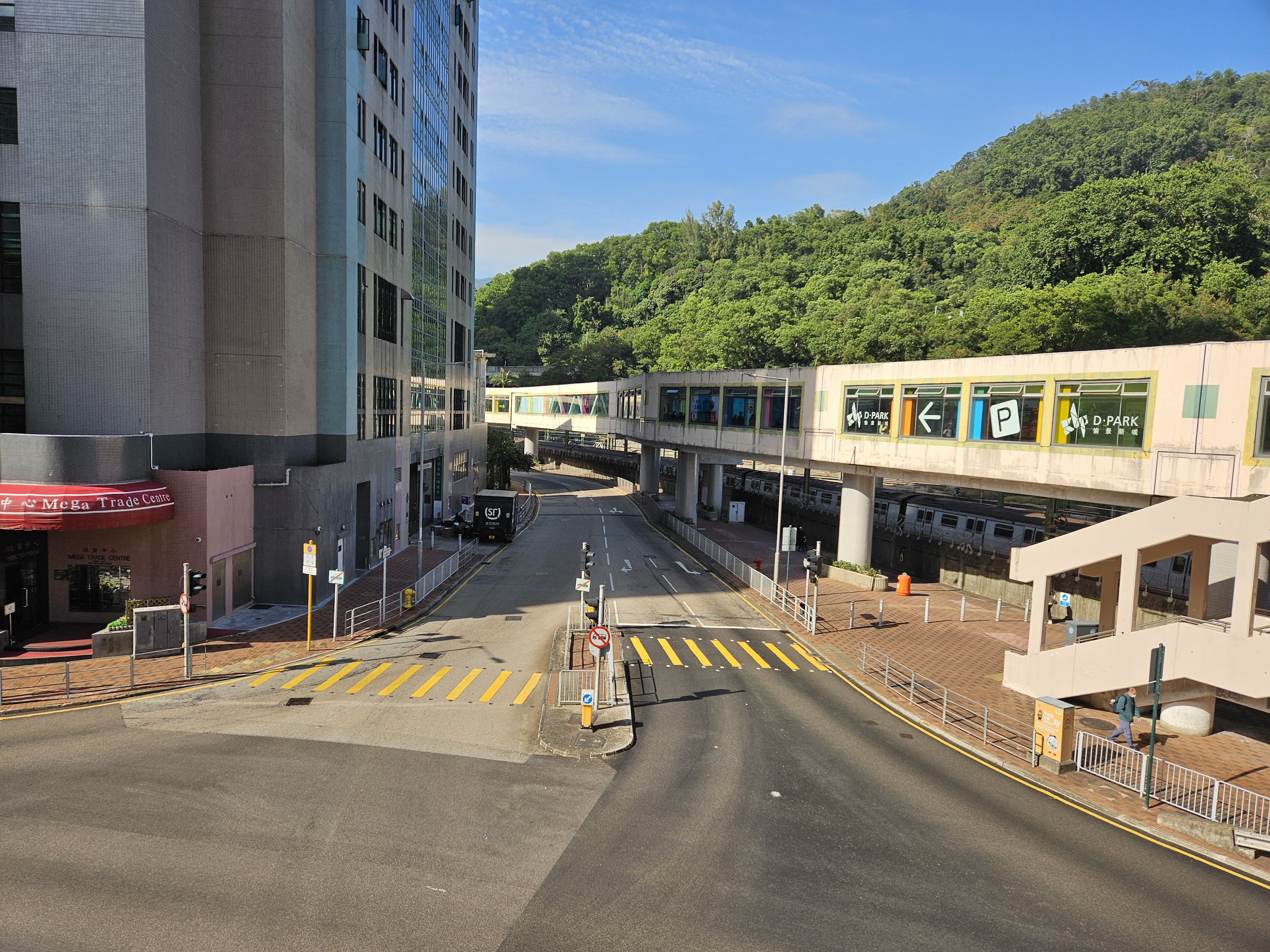
右方為愉景新城行人天橋，因其罕見規模而成為香港各區行人天橋接駁大型商場的濫觴

英屬香港政府在1961年刊憲荃灣衛星城市發展後，《華僑日報》即於翌年10月29日以特稿討論在包括荃灣在內的衛星城市建造行人天橋的必要性，以試圖引起大眾對在交通要道上建造行人天橋的關注，而位於青山公路－荃灣段與大涌道交界、跨越青山公路－荃灣段行車線的行人天橋則於1979年作為荃灣首條行人天橋落成，以提供北方山上自臨海地帶遷來的鄉村村民來往中國染廠與南方福來邨與市集的通道。由於地下鐵路荃灣綫取道青山公路以北的大帽山山麓，1980年代開展的地下鐵路工程截斷了村民上下山的路，遂建造兩條行人天橋橫跨鐵軌，以連接芙蓉山一帶。
隨著荃灣綫於1982年通車，荃灣站及包括跨西樓角路、青山公路行人天橋在內的附近行人天橋網絡也隨之開通，開始了北段網絡的發展，而翌年落成的荃灣運輸綜合大樓採用了平台設計，並由多條行人天橋相連接，開始了南段網絡的發展。1986年啓用的荃錦中心成為與荃灣站幾乎同期落成的南豐中心的行人天橋網絡的延續。荃豐中心、華都中心、荃昌中心與豪輝商業中心四個私人屋苑基座商場於1987年啓用，並以行人天橋相互連接，以期產生連鎖效應，此後1989年啓用千色店百貨商場亦自荃豐中心外的行人天橋接入北段網絡。政府後來在1988年填平大涌道明渠，並建造共8條行車線的新大涌道與3條橫跨大涌道的行人天橋，又在1991年將北段網絡延伸至關門口街。
隨著愉景新城在1998年落成，接駁荃灣站與愉景新城的600米長行人天橋（愉景新城行人天橋）也隨之啓用，並因其罕見規模而成為香港各區行人天橋接駁大型商場的濫觴。荃灣大會堂橫跨沙咀道的行人天橋與愉景新城行人天橋通往荃灣政府合署高座的分支則於2001年落成。九廣鐵路荃灣西站於2003年啓用，起初經綜合大樓接入行人天橋網絡，然而該連結後來在2013年因為綜合大樓的拆卸與住宅項目的發展而一度斷開。香港政府於2007年刊憲荃灣行人天橋網絡擴充工程，並開始動工建造「沿大河道興建的行人天橋A」（A橋），A橋原訂於2011年完工，但最終延至2013年方落成啓用，並連結南北兩段網絡。此外，2015年動工建造的「連接荃灣廣場、灣景廣場及毗鄰環境美化地帶的行人天橋」（D橋）亦於2019年落成。
2019年，路政署開展了「沿關門口街及聯仁街的行人天橋C」（C橋）與「沿馬頭壩道及永順街的行人天橋E」（E橋）的工程顧問合約。如心廣場二期與其附近5條行人天橋亦於同年落成啓用，荃灣西站得以再度接入行人天橋網絡。隨著映日灣與其商場Plaza 88於2020年落成，兩個項目均設行人天橋連接荃新天地與其他既有天橋，使行人天橋網絡進一步擴展至爵悅庭、立坊、樂悠居與德士古道工廠區。2021年7月15日，政府刊憲連接既有3條橫跨大涌道的行人天橋的「沿大涌道及海盛路的行人天橋B」（B橋）。荃灣居民現時可利用行人天橋網絡到達荃灣市中心各處，並可接駁大部分公共交通服務。

## 網絡概述
荃灣行人天橋網絡是香港最長的有蓋無縫連接行人天橋網絡系統，由多組政府與發展商建造的行人天橋及商場、住宅及公共建築的架空通道組成，以荃灣站及荃灣西站為中心，東起悅來坊，西抵愉景新城，南至樂悠居。由於荃灣行人天橋網絡龐大，覆蓋範圍廣闊四通八達，並直接連接逾20個商場與荃灣市中心各處，使荃灣居民無需經過地面即可到達目的地，因此荃灣也得到「天空之城」、「堅離地城」、「無街之城」等外號。

### 北段網絡

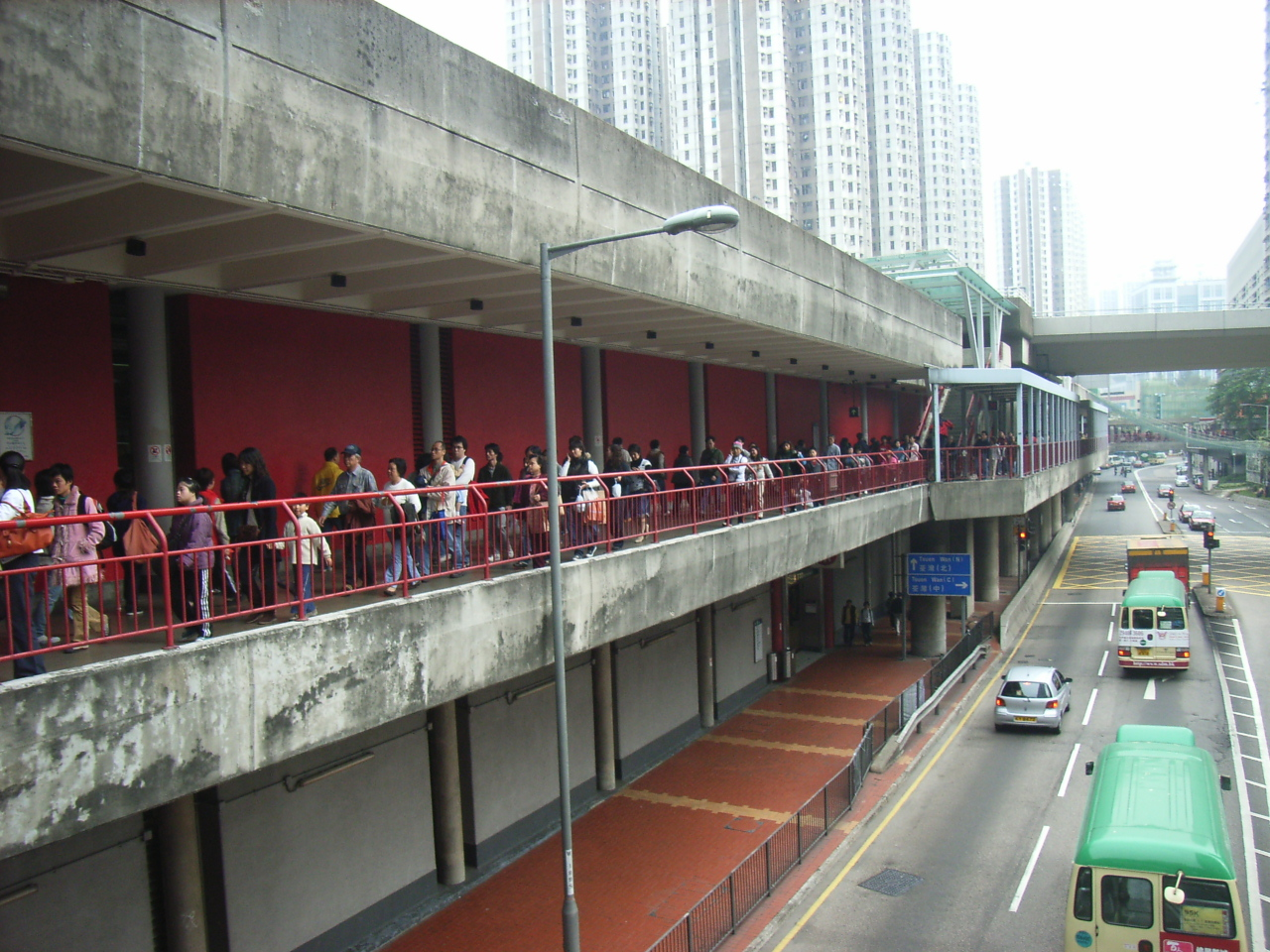
荃灣站外圍連接南豐中心與綠楊坊的行人天橋

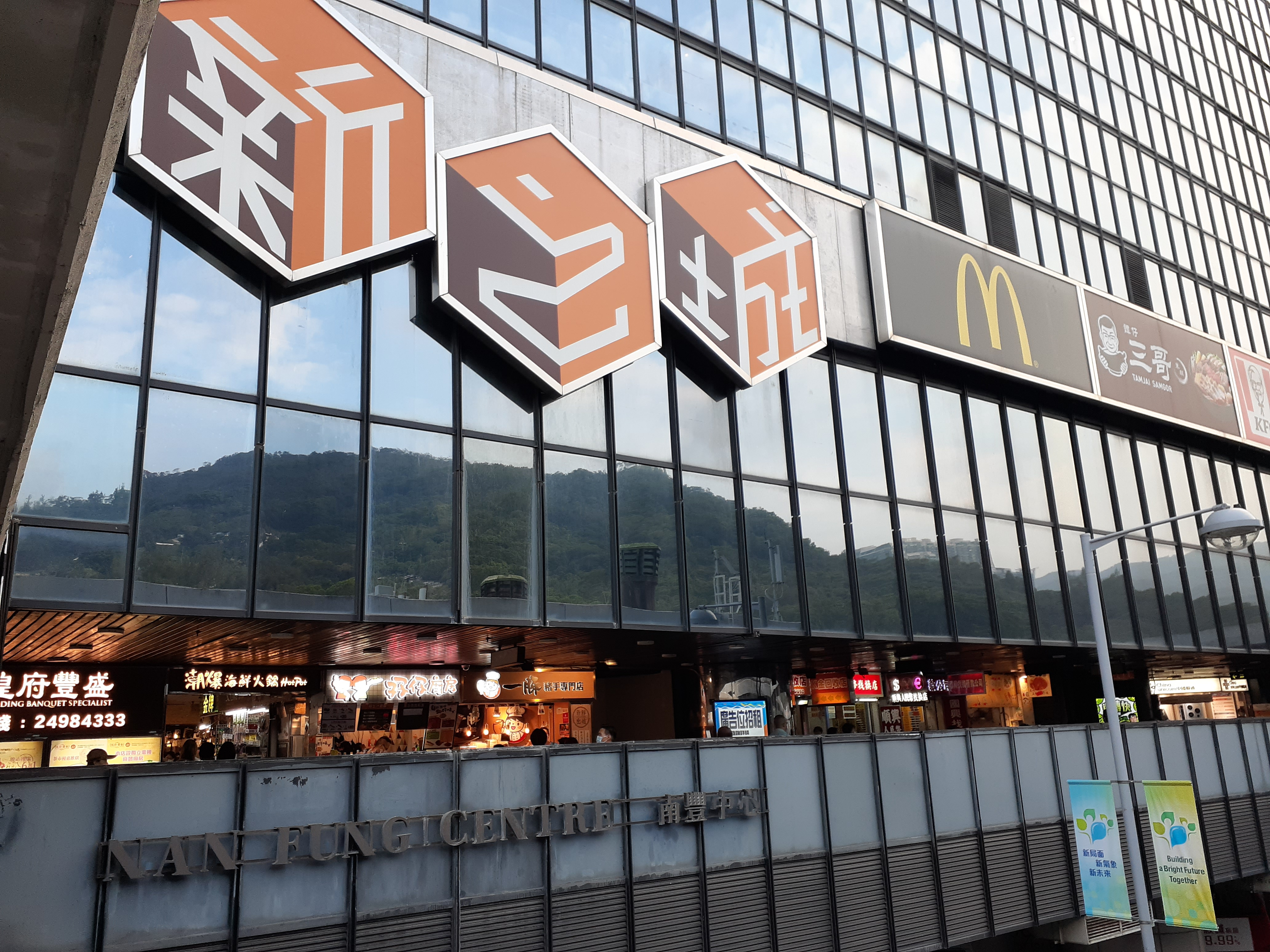
南豐中心外圍的半戶外空中通道

荃灣首條行人天橋位於青山公路－荃灣段與大涌道交界，跨越青山公路－荃灣段的行車線，於1979年落成，以提供北方山上自臨海地帶遷來的鄉村村民來往中國染廠與南方福來邨與市集的通道。由於地下鐵路荃灣綫取道青山公路以北的大帽山山麓，1980年代開展的地下鐵路工程截斷了村民上下山的路，遂建造兩條行人天橋橫跨鐵軌，以連接芙蓉山一帶，該兩條行人天橋現時分別連接荃景圍體育館與白田壩新村，以及連接愉景新城行人天橋與荃錦公路。
隨着荃灣綫於1982年通車，荃灣站及包括跨西樓角路、青山公路行人天橋在內的附近的行人天橋網絡也隨之開通，開始了北段網絡的發展，與荃灣站幾乎同期落成的南豐中心也成為了網絡的一部分。作為地面車站的荃灣站是屯門、元朗與荃灣郊區通勤者在市中心的交通工具轉乘地，其車站大堂設於1樓，並且有行人天橋接駁，西面出口可經南豐中心通往力生廣場，其中力生廣場外的行人天橋由商場業主委員會管理，在2018年至2019年間被發現日久失修且有倒塌危機，而東面出口則可經綠楊坊、富華中心、荃灣多層停車場大樓等通往眾安街一帶。荃灣行人天橋網絡由此初具雛形。
南豐中心的地面層是巴士總站，即荃灣站公共運輸交匯處，1樓與2樓則是以民生店舖為主的商場，其中有部分商舖面向建築外圍的半戶外空中通道，儼如地面街道一般。行人天橋的連接為南豐中心帶來無盡人流，1986年啓用的荃錦中心也與南豐中心進行接駁，並由此擴展了北段網絡，然而荃錦中心並無延續南豐中心的半戶外通道設計。荃豐中心、華都中心、荃昌中心與豪輝商業中心四個私人屋苑基座商場於1987年啓用，並經荃豐中心自荃灣多層停車場大樓接入北端網絡，四個商場亦以行人天橋相互連接，以期產生連鎖效應，此後1989年啓用、以民生小商舖為主的千色店百貨商場亦自荃豐中心外的行人天橋接入北段網絡，荃灣居民得以在前去商場購物時全程離地。
北段網絡在1990年代再度擴張。1991年，政府在豪輝花園對開建造長約200米、橫跨青山公路與關門口街的行人天橋，並在1997年將之接入悅來坊。愉景新城於1998年落成，其發展商建造了600米長的行人天橋接駁荃灣站與其商場，現時1.5公里長的北段網絡由此成形，8咪半商場現時有通道連接該行人天橋。愉景新城行人天橋的規模在當時的香港而言可謂罕見，該橋亦由此成為香港各區有蓋行人天橋接駁大型商場的濫觴。愉景新城行人天橋通往荃灣政府合署高座的分支於2001年落成啓用。新鴻基地產在其旗下的荃錦中心完成翻新工程後，於2004年起開始研究建造行人天橋連接同樣屬於新鴻基地產旗下的新領域廣場，現時新領域廣場已經接入荃灣行人天橋網絡。

### 南段網絡

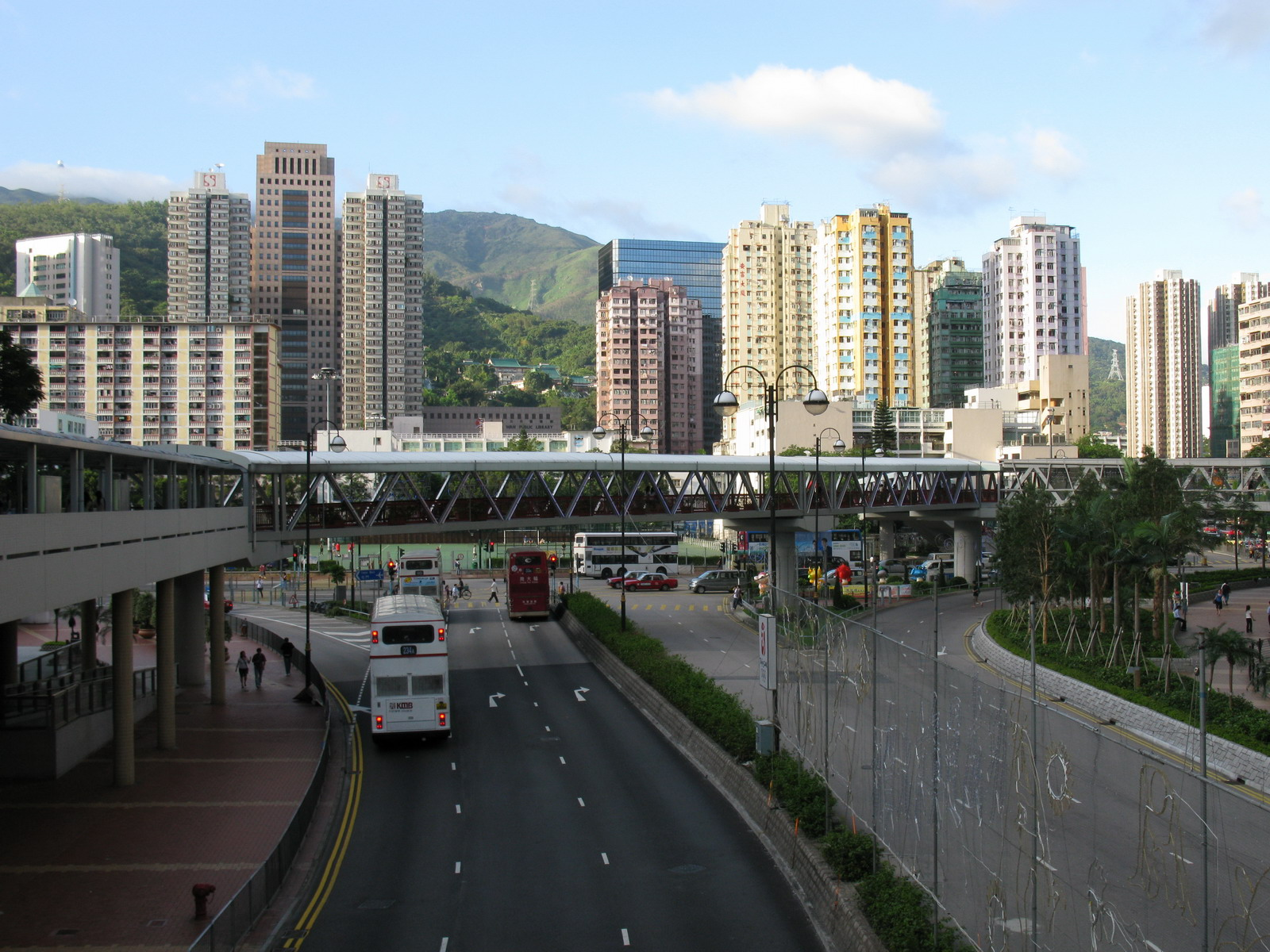
連接荃灣大會堂行人專用平台（左方近處）、大河道近雅麗珊社區中心與荃新天地（圖中未顯示）的行人天橋

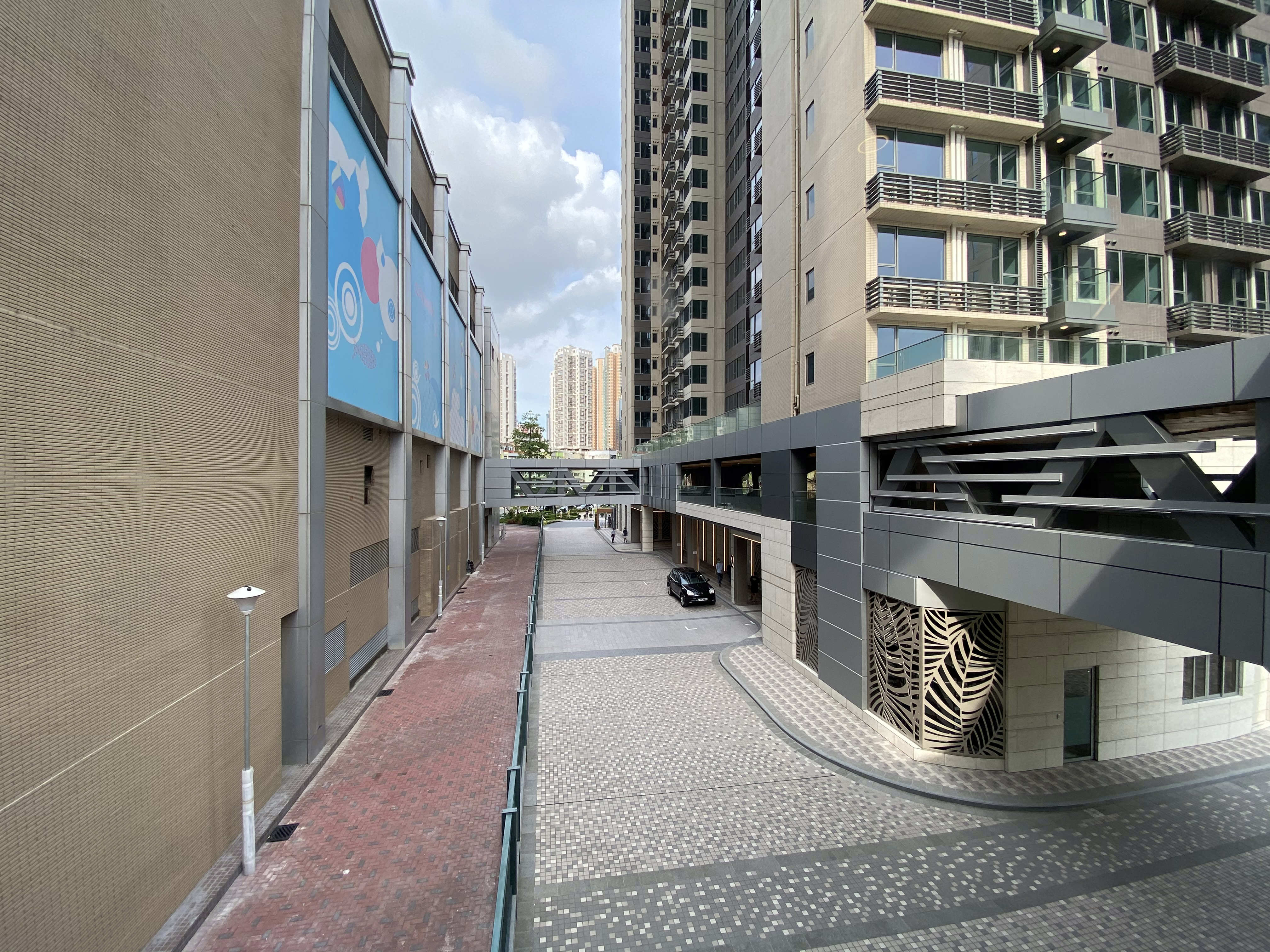
荃新天地二期連接映日灣的行人天橋

1980年啓用的荃灣大會堂汲取了香港大會堂的經驗並加以改良，為荃灣居民提供優質且相對低廉的文化活動場所，並與其他公共設施整合，以凸顯公共建築羣在新市鎮的重要性。荃灣大會堂設有行人專用平台，該行人專用平台今屬行人天橋網絡的一部分，本為公共建築總體規劃的一部分，一旁的土地本擬用於興建政府合署，該政府合署擬利用大型平台與荃灣大會堂融為一體，並擬設行人天橋連接旁邊的四季大廈（今萬景峯），故在建造荃灣大會堂時即順帶建造行人專用平台在荃灣大會堂地界內的一小部分，而政府合署本來預料在荃灣碼頭巴士總站搬遷後即開始建造，惟政府合署最終未有在該處建造，該地最終成為今日的荃灣大會堂廣場。
1983年，荃灣碼頭因填海工程而搬遷至當時新建成的荃灣運輸綜合大樓。綜合大樓設有巴士總站、小巴總站、的士站、公眾停車場、政府辦事處等設施與少量零售餐廳舖位，落成時周圍皆為待發展土地，四方除臨海一方為碼頭外均被馬路環繞，故使用者須利用平台層的行人天橋前往市中心。綜合大樓幾乎純為車輛而設，設計粗獷前衛，此特徵在巴士總站的部分尤為明顯，巴士總站的每個月台均設有獨立樓梯連接平台，有如15組紅色圓柱拾級而上。1989年落成的祈德尊新邨、1990年落成的荃灣廣場與1995年落成的灣景廣場等周邊住宅項目均設有行人天橋連接綜合大樓。雖然香港政府曾經希望使綜合大樓成為荃灣海旁的交通交匯重鎮，惟由於荃灣海旁的發展滯後，再加上交通政策的改變，綜合大樓的人流稀疏，更被露宿者佔用並產生治安問題。
荃灣大會堂的行人專用平台於1998年以行人天橋連接荃灣廣場，2001年再連接橫跨沙咀道的新建行人天橋，為日後建造沿大河道興建的行人天橋作準備。荃新天地一期商場與如心廣場一期分別於2007年與2009年打通連接荃灣大會堂、荃新天地二期商場與楊屋道市政大廈的行人天橋，南段網絡逐漸成形。此外，香港政府在1998年決議建造九廣西鐵，荃灣碼頭因填海工程而再度搬遷，綜合大樓遂在九廣西鐵通車後改為與荃灣西站相連，惟行人亦因而至此甚少行經綜合大樓的平台。綜合大樓最終於2013年拆卸，以發展住宅項目，使綜合大樓自始至終未完全發揮交通樞紐的作用，而綜合大樓的拆卸也讓荃灣西站與行人天橋網絡的連結一度斷開。
南段網絡在2019年荃灣西站上蓋海之戀與毗鄰的如心廣場二期落成後開展了新階段。如心廣場二期位於綜合大樓原址，其地契條款要求建造5條行人天橋連接包括荃灣西站與各公共運輸交匯處等鄰近地界的建築，以恢復綜合大樓原有連接模式，荃灣西站亦由此成為南段網絡的起點。荃灣西站周邊項目的地塊面積相當大，而海之戀商場的內部動線設計比起傳統的線性商場連接更重視購物體驗，故行人較難辨別出口方向，行人從行人天橋進入商場並尋找另一行人天橋時須四出搜尋指示牌。映日灣與Plaza 88則於翌年落成，兩個項目均設有行人天橋連接荃新天地與既有行人天橋，使行人可經由行人天橋到達爵悅庭、立坊、樂悠居與德士古道工廠區。

### 擴充工程

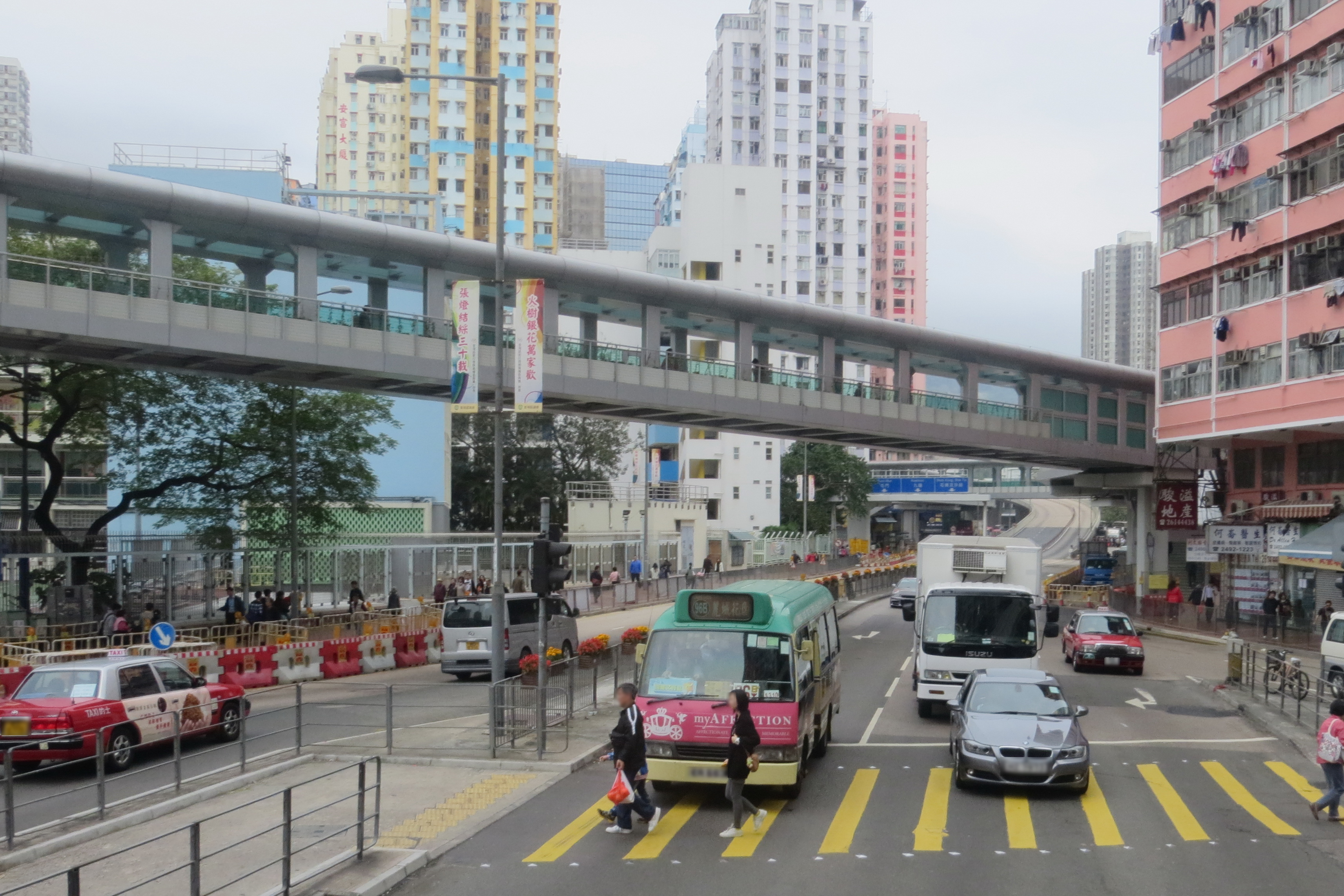
荃灣行人天橋網絡擴充工程「沿大河道興建的行人天橋A」（A橋）近沙咀道的一段

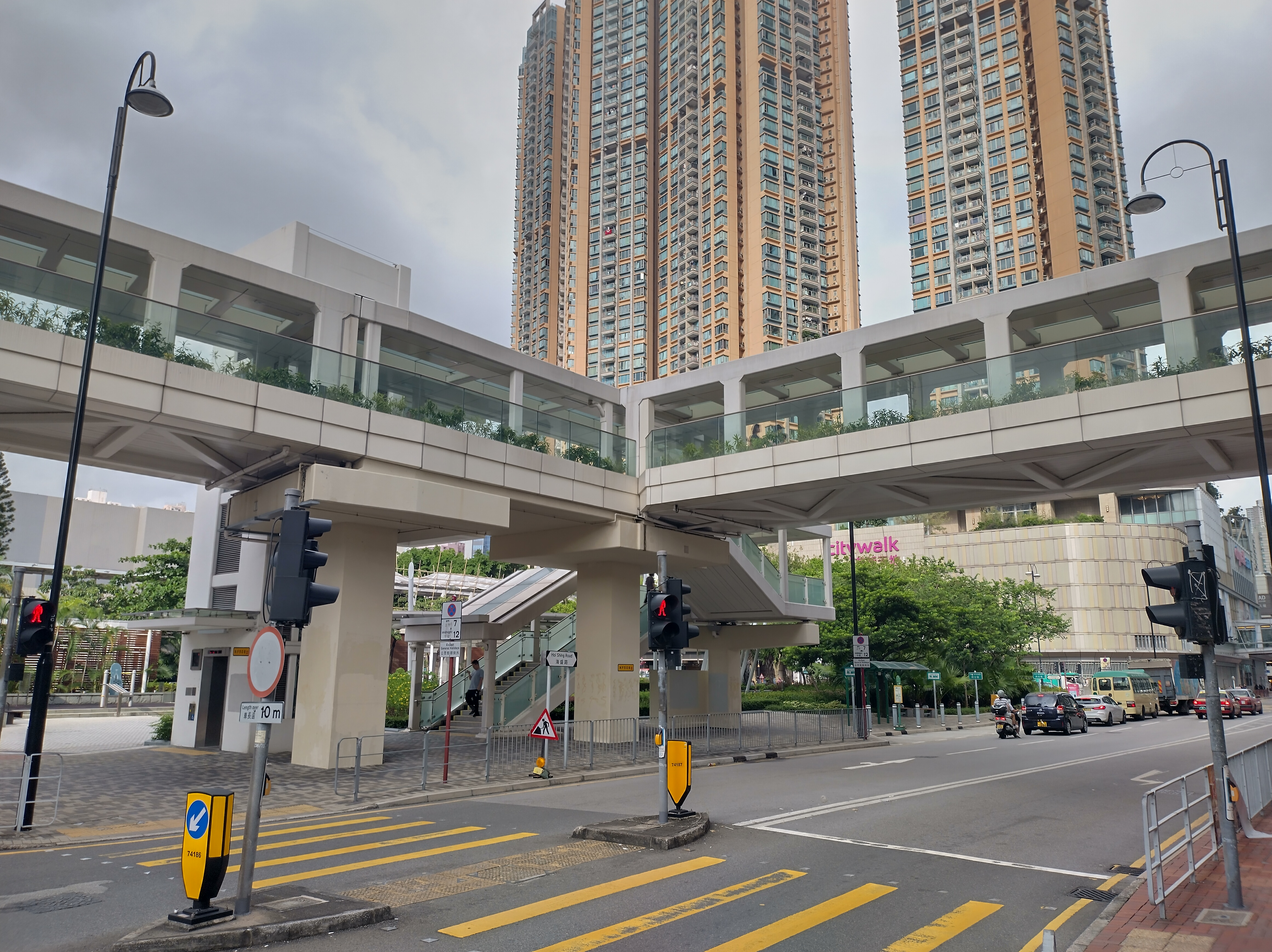
荃灣行人天橋網絡擴充工程「連接荃灣廣場、灣景廣場及毗鄰環境美化地帶的行人天橋」（D橋）

荃灣區議會曾一度將荃灣海旁發展緩慢的問題歸咎於行人設施的缺乏，並將行人天橋視為促進發展的靈丹妙藥。荃灣廣場在1990年開放初期須倚靠來往荃灣站與商場的穿梭巴士帶動人流，其發展商新鴻基地產當時曾一度向香港政府表示願意建造通往大河道的行人天橋，惟未有成事。另一方面，拓展署於1989年已開始研究沿大河道興建行人天橋的計劃。荃灣行人天橋網絡擴充工程最早的方案包含「沿大河道興建的行人天橋A」（A橋）、「沿大涌道及海盛路的行人天橋B」（B橋）與「沿關門口街及聯仁街的行人天橋C」（C橋），其中A橋的原方案因為需要跨越大河道後再沿民居建造，又需要拆去路中央的行人安全島，而在2002年荃灣區議會交通及運輸委員會會議中被形容為「最不為該委員會接受的」方案，路政署為此將A橋的設計修改為由鱟地坊附近的大河道三號休憩處直接連接橫跨沙咀道的行人天橋，以不再經過兩個擬建安全島與天保大廈。香港政府於2007年刊憲荃灣行人天橋網絡擴充工程，並開始動工建造A橋，A橋原訂於2011年完工，但最終延至2013年方落成啓用，並設有分支通往荃灣站與富華中心，為既有網絡分流。沿大河道興建的行人天橋從計劃到完工歷時逾20年。
A橋為遷就大河道兩邊上下橋位而採用「之」字形設計，橫跨大河道兩次，使大河道一帶的景觀嚴重走樣。A橋亦採用了天窗設計，以引入更多自然光，並在兩旁加入綠化裝飾，而部分位置則為了保障鄰近大廈居民的私隱而安裝了不透明擋板。大河道兩旁多數為舊樓宇，A橋顯得與周邊互不相干，並依賴樓梯維繫行人與A橋之間的關係，而附近居民的活動空間則依舊集中於地面。此外，A橋在開通前曾出現裂紋，部分網民亦稱行走於A橋時感覺到「震」、「行行下會搖」。A橋啓用後將南北兩段網絡連結起來，並形成幅員遼闊、史無前例的空中步行網絡，由荃灣西站經行人天橋網絡走到悅來酒店全程約半小時。由於北段網絡人流不斷，荃灣站附近的店舖均集中在天橋層，使緊接A橋的西樓角花園因被行車路包圍而成為行人難以到達的空間。西樓角花園在2013年獲荃灣區議會撥款重建，在2019年重建完成後比以往更受歡迎。
除此以外，建造「連接荃灣廣場、灣景廣場及毗鄰環境美化地帶的行人天橋」（D橋）的倡議最早於2004年即有之，當時新鴻基地產表示願意捐款建造連接荃灣廣場與灣景廣場的行人天橋，惟當時因為存在技術困難而無法實現。路政署在2007年向荃灣區議會交通及運輸委員會提交D橋的設計方案，而該計劃普遍獲區議員支持，惟D橋的建造計劃直至2015年方獲刊憲，隨後D橋動工建造，並於2019年落成。

## 使用狀況
荃灣行人天橋網絡人流量龐大，尤其是荃灣站周邊的部分，並因此引來販夫走卒等聚集。荃灣站A出口前的行人天橋因接駁愉景新城行人天橋與巴士站，而且鄰近南豐中心，故人流絡繹不絕，而連接力生廣場的行人天橋則是人流量最為龐大之處。1994年的《荃灣交通情況匯編》即有提到南豐中心的半戶外空中通道存在小販聚集問題，而荃灣站附近的行人天橋至今仍然是電訊公司設置街站、宣傳易拉架、推銷員舉廣告牌、派發宣傳單張與街头艺人表演、行乞者行乞的熱門地點，A橋啓用後此情形更蔓延至A橋的出入口。此外，由於行人天橋的人流量龐大，行人在如綠楊坊前的行人天橋般較為狹窄的行人天橋上行走時步伐會較為急速，而在如愉景新城行人天橋般較為寬闊的行人天橋上行走時步伐則會相對較為緩慢，香港立法會議員陳恒鑌亦曾經於2015年提到荃灣行人天橋網絡的使用率很高，在繁忙時間經常出現路人肩擦肩的情況。然而，並非所有接入行人天橋網絡的行人天橋均有龐大的人流量，如A橋上午繁忙時段的雙向人流量在2017年為每小時约1,700人次，比運輸署在2007年的估計（每小時约4,000人次）少逾一半，而通往爵悅庭、立坊、樂悠居與德士古道工廠區的行人天橋與建築內部通道由於屬於從建築切割出來的孤立空間，而且甚少與外部的街道產生聯繫，因此行人亦不多。

## 管理維護
雖然行人天橋大多開放予公眾使用，荃灣行人天橋網絡中的不少行人天橋實際上並非政府建造的公共設施，而是由發展商建造的。測量師學會前會長何鉅業稱香港政府約於1980年代時開始在地契條款中列明私人發展項目需要建造行人天橋，而荃灣行人天橋網絡中的行人天橋中有不少都是發展商按照地契條款的規定而建造的，比如荃灣站前的行人天橋由港鐵管理，而一步之隔的A橋轉角處則由政府管理。包括港鐵等部分發展商會驅趕在其管理的行人天橋上進行宣傳、街頭表演、行乞的人。部分接入行人天橋網絡的建築內部通道（如荃灣廣場）並非24小時對外開放，相關行人天橋路段的管理權、通道開放時間的責任問題由此衍生。

## 未來發展

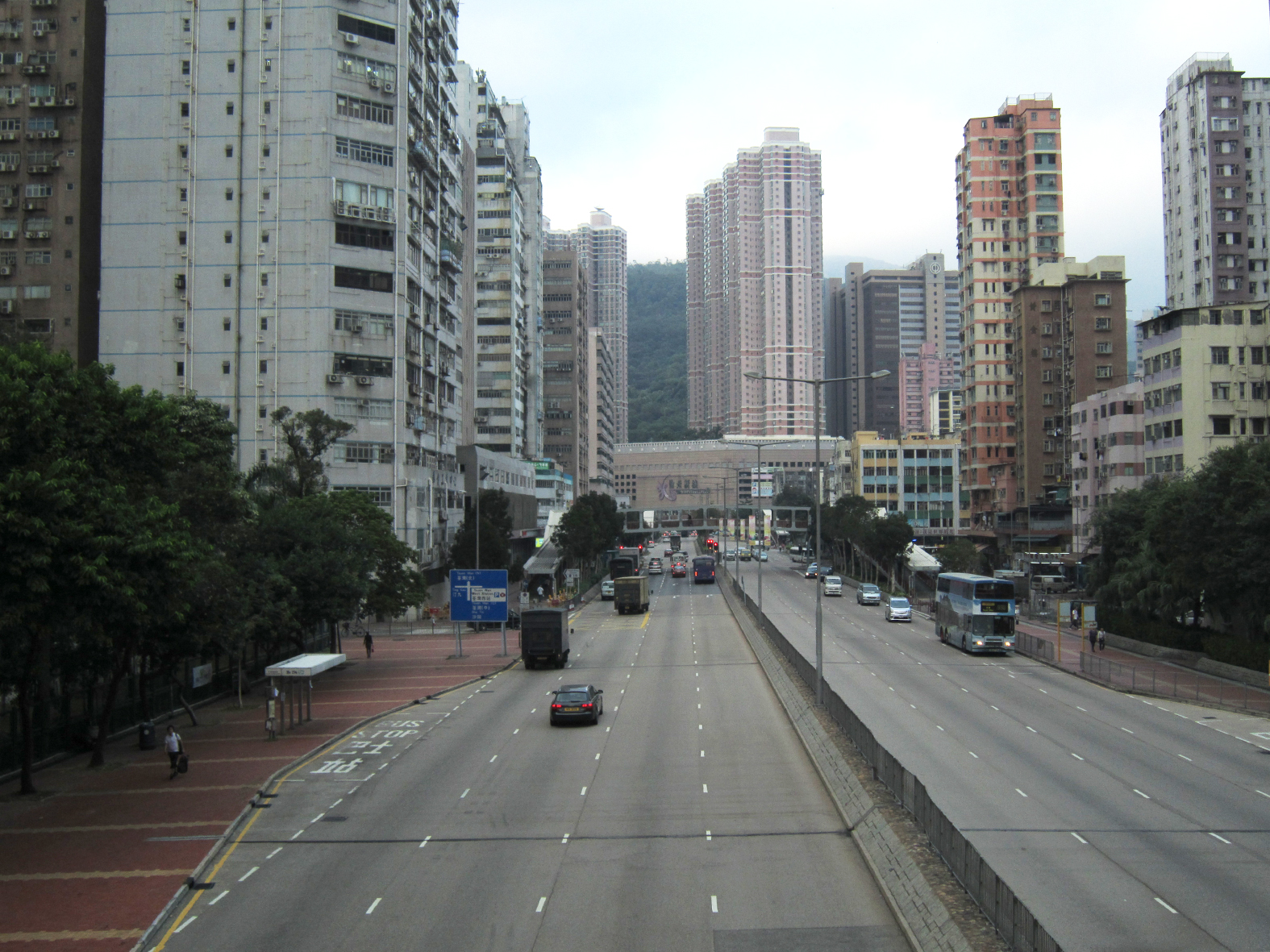
遠方為橫跨大涌道的3條行人天橋的其中之一，未來將經由「沿大涌道及海盛路的行人天橋B」（B橋）接入行人天橋網絡

香港政府於2007年刊憲荃灣行人天橋網絡擴充工程中，除了於2013年落成的「沿大河道興建的行人天橋A」（A橋）與於2019年落成的「連接荃灣廣場、灣景廣場及毗鄰環境美化地帶的行人天橋」（D橋）外，尚有「沿大涌道及海盛路的行人天橋B」（B橋）、「沿關門口街及聯仁街的行人天橋C」（C橋）與「沿馬頭壩道及永順街的行人天橋E」（E橋），其中B橋意在連接橫跨大涌道的3條行人天橋，而C橋與E橋則意在連接橫跨關門口街、沙咀道、聯仁街與馬頭壩道的各條行人天橋。荃灣行人天橋網絡擴充工程最早的方案僅包含A橋、B橋與C橋，工程曾經在2003年被降格為丙類公共工程計劃，直至2005年9月方再被納入乙類公共工程計劃。
橫跨大涌道的3條行人天橋中的2條與橫跨聯仁街的行人天橋是荃灣少數未接入行人天橋網絡的孤立行人天橋，其中前者因香港5號幹線的出口設置於附近而成為柴灣角工業區橫跨大涌道的唯一方式，至於後者則因C橋的建造計劃而被納入地契條款中並存在。香港政府計劃以荃灣行人天橋網絡擴充工程中的B橋、C橋與E橋連接現有的孤立行人天橋，其中北接愉景新城天橋、南接荃灣廣場的B橋於2021年3月獲建議刊憲，此外路政署亦於2019年批出C橋與E橋的工程顧問合約。然而，由於關門口街路面狹窄，行人天橋又因地底排水道的存在而無法建於大涌道的路中心，C橋與E橋若建成，其中一邊的業戶的景觀將會被犧牲，故C橋與E橋的計劃的實際施行困難重重。B橋原定靠近福來邨與鄰近民居一邊的走線曾於2002年獲得荃灣區議會交通及運輸委員會的支持，惟該走線遭地區人士反對，路政署其後按照地區諮詢得來的意見將B橋的走線修訂為靠近工廠區一邊，而大涌道與海盛路交界一段的行人天橋則會靠近寶安商會王少清中學。截至2024年，B橋正在等待路政署向香港立法會申請撥款與進行相關招標程序，E橋的走線和接駁安排則正在作檢視與研究，然而C橋則因遭受沿綫屋苑居民的強烈反對而被暫緩推展。